# Degradazione delle proteine associata al reticolo endoplasmatico

L'Endoplasmic-reticulum-associated protein degradation è uno dei diversi pathway di degradazione delle proteine presenti nel RE.

La degradazione delle proteine associata al reticolo endoplasmatico o ERAD (Endoplasmic-reticulum-associated protein degradation) indica un processo cellulare che ha sede nel reticolo endoplasmatico. 
Tramite l'ERAD si etichettano proteine mal ripiegate (tramite il processo di ubiquitinazione) e le si degradano successivamente per mezzo di un complesso che degrada le proteine, denominato proteasoma.

## Meccanismo
Il processo dell'ERAD può essere schematizzato in tre tappe fondamentali:

### Riconoscimento della proteina mutata o mal ripiegata nel reticolo endoplasmatico
Il riconoscimento di proteine mutate o mal ripiegate dipende dal riconoscimento di sottostrutture (a livello della struttura secondaria, terziaria) nella proteina, come ad esempio:
- regioni idrofobiche esposte;
- residui di cisteina spaiati;
- glicani immaturi.

Nelle cellule di mammifero, ad esempio, esiste un meccanismo denominato processing del glicano. In questo meccanismo, gli chaperoni tipo-lectina detti calnexina/calreticulina (CNX/CRT) permettono alle glicoproteine immature di raggiungere la loro conformazione nativa.
Questo avviene perché il complesso re-glucosila queste glicoproteine per mezzo di un enzima denominato UDP-glucosio-glicoproteina glucosiltransferasi.
Le proteine mal ripiegate al termine di ciò devono essere estratte dal complesso CNX/CRT. Questo passaggio è svolto dai membri della famiglia EDEM (ER degradation-enhancing α-mannosidase-like protein, proteina ad attività simil α-mannosidasica che migliorano la degradazione ER-associata), più specificamente:
- (EDEM1-3);
- ER mannosidasi I.

Questa mannosidasi rimuove un residuo di mannosio dalla glicoprotreina.
Quest'ultima è riconosciuta dall'EDEM. Eventualmente EDEM etichetterà le glicoproteine malripiegate per la degradazione facilitando il legame con le lectine ERAD: 
- OS9;
- XTP3-B.

### Retro-traslocazione nel citosol
Poiché il sistema ubiquitina-proteasoma/UPS (ubiquitin–proteasome system) è localizzato nel citosol, le proteine definitivamente mal-ripiegate devono essere ri-trasportate dal reticolo endoplasmatico al citoplasma.
La maggior parte delle evidenze suggerisce che la ligasi proteina-ubiquitina Hrd1 E3 possa funzionare come retro-traslocone o dislocone al fine di trasportare substrati nel citosol. 
Hrd1 non è necessaria per tutti gli eventi dell'ERAD, perciò è probabile che altre proteine possano contribuire a questo processo. Inoltre, questa traslocazione richiede una forza motrice (driving force) che determina la direzione del trasporto. Dato che la poliubiquitinazione è essenziale per l'esportazione di substrati, un'ipotesi convincente spiega come la driving force possa essere generata dai fattori che legano l'ubiquitina. Uno di questi è:
- il complesso Cdc48p-Npl4p-Ufd1p (nel lievito).
- (VCP/p97,  valosin-containing protein: proteina contenente-valosina), l'omologo funzionale di Cdc48p negli umani; esso trasporta substrati dal reticolo endoplasmatico al citoplasma per mezzo della sua attività ATPasica.

### Degradazione ubiquitina-dipendente per mezzo del proteasoma
L'ubiquitinazione delle proteine definitivamente mal ripiegate è causata da una cascata di reazioni enzimatiche. La prima di queste reazioni avviene quando l'enzima attivante l'ubiquitina E1 idrolizza ATP per formare un legame tioestere ad alta energia tra:
- un residuo di cisteina nel sito attivo di E1;
- C-TER dell'ubiquitina.

Il prodotto della reazione, l'ubiquitina attivata, è dunque passato ad E2 che è un enzima coniugante l'ubiquitina. Un altro gruppo di enzimi (delle proteine ad azione ubiquitina-ligasica) dette E3, legano la proteina mal ripiegata. Successivamente posizionano la proteina ed E2, facilitando così il legame dell'ubiquitina a residui di Lisina della proteina mal-ripiegata.
Successivamente si forma una catena di poli-ubiquitina, aggiungendo ai residui di lisina dell'ubiquitina precedentemente legata altre molecole di ubiquitina. 
Il prodotto di questo processo è una proteina poliubiquitinata pronta per essere riconosciuta da subunità specifiche dei complessi-capping 19S del proteasoma 26S. 
Infine, la catena polipeptidica è portata nella camera centrale della regione core 20S che contiene siti attivi ad attività proteolitica. 
L'ubiquitina è rimossa prima della digestione terminale per mezzo di enzimi de-ubiquitinanti. 
Il terzo step è associato molto intimamente al secondo, dal momento che l'ubiquitinazione avviene durante l'evento di traslocazione. Tuttavia, la degradazione per mezzo del proteasoma ha lungo nel citoplasma.

## Macchinario di ubiquitinazione ERAD
I principali mediatori dell'ubiquitinazione del substrato durante l'ERAD sono due proteine ancorate al reticolo endoplasmatico, con dominio RING finger e contenenti ubiquitina-ligasi: 
- Hrd1;
- Doa10.

Inoltre le proteina di membrana tail anchored dette Ubc6, Ubc1 e Cue1 (dependent membrane bound Ubc7) sono enzimi coniuganti l'ubiquitina coinvolti nell'ERAD.